# Elina Salomäki
Elina Salomäki (* 19. Oktober 1981 in Kajaani) ist eine finnische Volleyballtrainerin und ehemalige Volleyballspielerin.

## Karriere
Salomäki begann ihre Karriere bei Kauhajoen Karhu. Von 2000 bis 2002 spielte sie in Australien, bevor sie zur University of Mississippi ging. Ab 2003 studierte sie an der Louisiana State University und spielte im Team der Universität. Dort war sie von 2006 bis 2008 auch als Trainerin aktiv. Anschließend kehrte sie nach Finnland zurück und stand jeweils eine Saison beim Vanajan Racing Club in Hämeenlinna und bei Someron Pallo unter Vertrag. 2010 wechselte die Angreiferin zu Pieksämäki Volley. Im Juni 2012 debütierte sie in der finnischen Nationalmannschaft. Im gleichen Jahr wurde sie von der zweiten Mannschaft des Bundesligisten Rote Raben Vilsbiburg verpflichtet, die in der Zweiten Bundesliga spielt. Mit Finnland nahm sie an der Europameisterschaft 2013 teil. Anschließend wechselte Salomäki von der Zweiten in die Erste Bundesliga zu den Ladies in Black Aachen. Mit Aachen erreichte sie 2014 das Halbfinale um die deutsche Meisterschaft; es war der größte Erfolg der Vereinsgeschichte. Nach dem Saisonende wurde ihr Vertrag nicht verlängert. 2015 ging sie für eine Saison zu CV Aguere auf Teneriffa.
Salomäki war auch bei einzelnen Turnieren im Beachvolleyball aktiv. 2006 spielte sie ein Turnier der amerikanischen AVP-Tour und 2011 ein Challenger-Turnier in Warna. Im Sommer 2013 trat sie mit ihrer jüngeren Schwester Hanna in der nationalen Turnierserie an.
2017 beendete sie ihre Karriere als Spielerin und übernahm beim finnischen Club Puijo Wolley den Posten der Cheftrainerin.